# معركة مورافيا أوسترافا

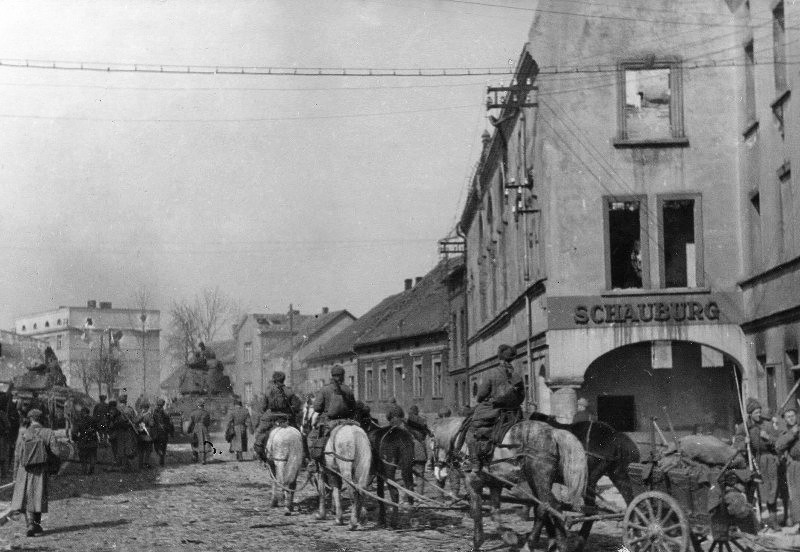
الجيش الأحمر داخل مدينة مورافيا

معركة مورافيا أوسترافا (بالروسية: Моравско-Остравская наступательная операция) كان هجومًا عسكريًا سوفيتيًا كبيرًا على الجبهة الشرقية خلال الحرب العالمية الثانية، نفّذه الجيش الأحمر في الفترة من 10 مارس إلى 6 مايو 1945. استهدف الهجوم السيطرة على مدينة أوسترافا الصناعية وممر مورافيا، كجزء من العمليات النهائية ضد القوات النازية في أوروبا الشرقية.

## الخلفية
بحلول أوائل عام 1945، كانت القوات السوفيتية تتقدم بسرعة نحو الغرب بعد نجاحاتها في هجوم فيستولا أودر وهجوم سيليزيا السفلى، وهدفت إلى تطويق وتدمير مجموعة الجيش الألماني "الوسط" المتمركزة في تشيكوسلوفاكيا.

## التخطيط
قاد الهجوم الجيش الرابع السوفيتي بقيادة الجنرال إيفان بيتروف، وشاركت فيه أيضًا وحدات من الجيش الثاني البولندي إلى جانب وحدات تشيكية. كانت الخطة تستهدف عبور نهر أودر واختراق الخطوط الدفاعية الألمانية باتجاه أوسترافا، وهي مركز صناعي استراتيجي لإنتاج الفحم والحديد.

## سير المعركة
بدأ الهجوم في 10 مارس بقصف مدفعي كثيف أعقبه تقدم المشاة والدبابات. واجه السوفييت مقاومة شرسة من القوات الألمانية المتمركزة في التحصينات الجبلية والمناطق الصناعية، لكن التفوق العددي والدعم الجوي ساهم في تحقيق التقدم.
بحلول منتصف أبريل، تمكنت القوات السوفيتية من تطويق المدينة وبدء عمليات تطهيرها من الوحدات النازية، وانتهت العمليات في 6 مايو 1945 بسيطرة السوفييت على المنطقة بأكملها.

## النتائج
أدى الهجوم إلى تحرير أجزاء واسعة من شمال شرق تشيكوسلوفاكيا، وساهم في تدمير القوات الألمانية التي كانت تسعى لتأمين الخط الدفاعي الأخير قبل براغ. كما مهد الطريق لهجوم براغ اللاحق، الذي أنهى فعليًا العمليات العسكرية في وسط أوروبا.

## الخسائر
بلغت خسائر الجيش السوفيتي ما يقارب 30,000 قتيل وجريح، بينما قُدرت خسائر الألمان بأكثر من 50,000 بين قتيل وأسير وجريح، بالإضافة إلى فقدان معدات ضخمة ودبابات ومدافع ثقيلة.

## الأهمية
كان الهجوم من أعنف العمليات في أوروبا الوسطى في شهور الحرب الأخيرة، وأبرز مثال على استخدام السوفييت للتكتيك العميق في الأراضي الجبلية والصناعية المعقدة. كما كشف عن التعاون الوثيق بين القوات السوفيتية والقوات المتحالفة من بولندا وتشيكوسلوفاكيا.